# Brent Rivera

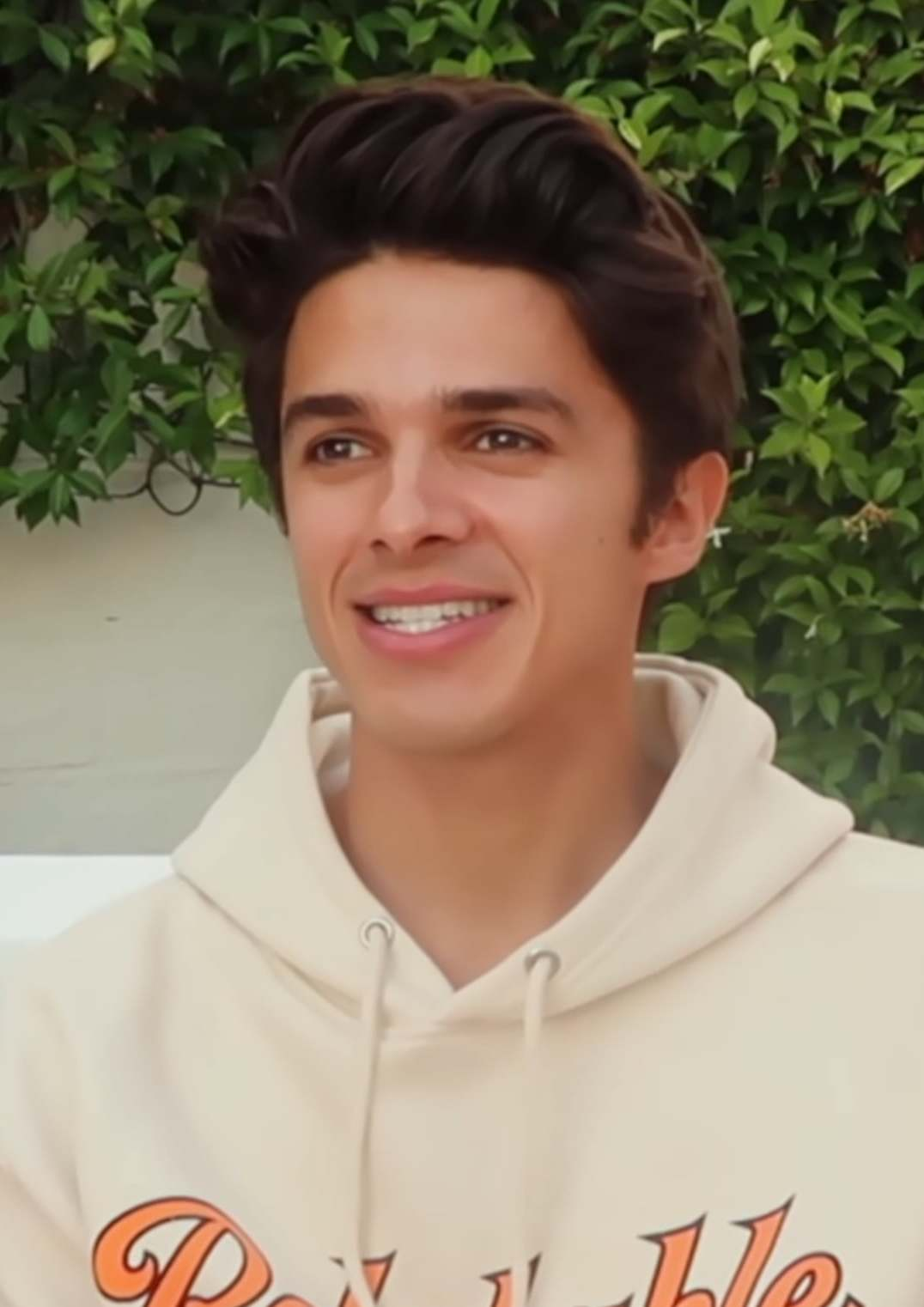
Brent Rivera, 2020

Brent Austin Rivera (* 9. Januar 1998 in Huntington Beach, Kalifornien) ist ein US-amerikanischer YouTuber und Schauspieler.
Rivera lebt südlich von Los Angeles in Huntington Beach und hat hispanische Wurzeln. Er spielte die Rolle des Issac Salcedo in der Horrorserie Light as a Feather des Streamingdiensts Hulu. Sein Youtubekanal ist bekannt unter dem Namen Brent Rivera, auf dem er mehr als 15 Millionen Abonnenten hat, viele auch aus Deutschland.

## Filmografie
- 2017: Alexander IRL
- 2018: Brobot
- 2018–2019: Leicht wie eine Feder
- 2019: How to Survive a Break-Up
- 2019: Dream Vacation
- 2020: Group Chat (Fernsehserie)

## Nominierungen
- 2019: Teen Choice Award in der Kategorie männlicher Internetstar[4]
- 2019: Streamy Awards in der Kategorie bester  Lifestyle[5]
- 2020: Streamy Awards nominiert von Juanpa Zurita als besonders beeinflussender Creator; gewonnen[6]